# Homoneura septipunctata
Homoneura septipunctata är en tvåvingeart som beskrevs av Shinji 1939. Homoneura septipunctata ingår i släktet Homoneura och familjen lövflugor. Inga underarter finns listade i Catalogue of Life.